# Vujadin Boškov
Vujadin Boškov (Servisch: Вујадин Бошков) (Begeč, 16 mei 1931 – Novi Sad, 27 april 2014) was een Joegoslavisch voetballer en voetbaltrainer. Hij droeg als verdediger zevenenvijftig maal het shirt van het nationaal elftal en won met de nationale ploeg de zilveren medaille bij de Olympische Spelen van 1952 in Helsinki.

## Trainerscarrière
Als trainer had hij twee Nederlandse clubs onder zijn hoede, te weten ADO Den Haag en Feyenoord. Hij was tevens trainer van enkele grote clubs in het buitenland, zoals Real Madrid, Sampdoria, Napoli en AS Roma. Met Sampdoria won Boškov in het seizoen 1989/90 de Europacup II, waarin de finale na verlenging met 2–0 werd gewonnen van RSC Anderlecht. Ook nationaal was er met Sampdoria succes, want in die periode werden eenmaal de Serie A, tweemaal de Coppa Italia en eenmaal de Supercoppa Italiana gewonnen. Ook was hij enkele malen actief als bondscoach voor het nationale elftal van Joegoslavië, waarmee hij zich in 2000 kwalificeerde voor het EK voetbal in Nederland en België. Joegoslavië bestond toen nog uit Servië en Montenegro. Boškov was bevriend met Tomislav Ivić, die tussen half 1976 en half 1978 trainer was bij Ajax.

## Erelijst als trainer
FC Den Haag
- KNVB beker: 1974/75

 Real Madrid
- Primera División: 1979/80
- Copa del Rey: 1979/80

 Ascoli
- Serie B: 1985/86

 Sampdoria
- Europacup II: 1989/90
- Serie A: 1990/91
- Coppa Italia: 1987/88, 1988/89
- Supercoppa Italiana: 1991